# Метод організуючих понять
Метод організуючих понять - метод пошуку технічних рішень. 
Метод організуючих понять включає: встановлення конструктивних морфологічних ознак технічної системи, тобто організуючих понять, визначення їх відмінних ознак; класифікацію організуючих понять за ступенем їх важливості; проведення наочних зіставлень організуючих понять з їх особливими ознаками і розробку на цій основі керівного матеріалу для можливих рішень, що відповідають обраним обмеженням; оцінку ознак у відношенні їх відповідності спеціальним вимогам задачі; комбінацію ознак різних організуючих понять в рішенні.
Кожна комбінація відмінних ознак (по одному від кожного організуючого поняття) дає один варіант рішення. Для полегшення пошуку раціональних комбінацій пропонуються прийоми, аналогічні прийомам складання морфологічних матриць.